# 548 Kressida
Kressida (asteroide 548) é um asteroide da cintura principal, a 1,8621184 UA. Possui uma excentricidade de 0,1843779 e um período orbital de 1 260 dias (3,45 anos).
548 Kressida tem uma velocidade orbital média de 19,71213124 km/s e uma inclinação de 3,87117º.
Este asteroide foi descoberto em 14 de Outubro de 1904 por Paul Götz.